# Ulrich Beck
Ulrich Beck (15. května 1944, Słupsk, Polsko – 1. ledna 2015) byl jeden z nejvýznamnějších německých sociologů. Do července 2009 přednášel jako profesor sociologie na Univerzitě Ludvíka Maximiliána v Mnichově, kde také žil. Byl hostujícím profesorem na London School of Economics and Political Science.

## Život
Ulrich Beck vyrostl v Hannoveru. Studoval právo ve Freiburgu a později sociologii, filosofii, psychologii a politické vědy v Mnichově. Roku 1979 se habilitoval v oboru sociologie. V letech 1979-1981 učil na Vestfálské univerzitě v Münsteru a od roku 1981 do roku 1992 v Bambergu. Poté se vrátil do Mnichova na svou alma mater, Univerzitu Ludvíka Maxmiliána. Od roku 1997 hostuje na London School of Economics and Political Science.
Působil také ve vedení Německé sociologické společnosti (Deutsche Gesellschaft für Soziologie). Vedle toho byl členem kuratoria Židovského centra v Mnichově (Jüdisches Zentrum München), šéfredaktorem časopisu Soziale Welt a vedl ediční řadu Zweite Moderne v předním německém nakladatelství Suhrkamp.
Manželkou Ulricha Becka byla také sociální vědkyně, Elisabeth Beck-Gernsheimová.

## Dílo
Ulrich Beck je autorem desítek knih z oboru sociologie. Nejznámější z nich je Riziková společnost (Risikogesellschaft - Auf dem Weg in eine andere Moderne, 1986), která byla přeložena do více než 15 světových jazyků (česky r. 2004).
Mezi jeho další významné práce patří Gegengifte (1988), Das ganz normale Chaos der Liebe (spolu s manželkou Elisabeth Beck-Gernsheimovou, 1990), Die Erfindung des Politischen (1993, česky jako Vynalézání politiky r. 2007).
Spolu s Anthony Giddensem a Scottem Lashem napsal Reflexive Modernization (1994). Dalším jeho vlastním dílem byla kniha s názvem Was ist Globalisierung (1997, česky jako Co je to globalizace? Omyly a odpovědi r. 2007), následovaná po dvou letech Schöne neue Arbeitswelt (1999). Další publikací zabývající se vlivy globalizace byla Macht und Gegenmacht im globale Zeitalter: Neue weltpolitische Ökonomie (2002, česky jako Moc a protiváha moci v globálním věku: Nová ekonomie světové politiky r. 2007).

## Hlavní teze
Zabývá se mj. tématem globalizace a jejích důsledků: společenských změn jako jsou individualizace a sociální nerovnost. Ve svých, často esejistickou formou psaných, dílech razí celou řadu termínů jako „společnost rizika“ (Risikogesellschaft), kosmopolitismus, individualizace, deinstitucionalizace, detradicionalizace nebo pluralizace a v okruhu problémů souvisejících s globalizací např. „druhá moderna“, globalismus, globalita atd.
Beck je z národohospodářského hlediska zastáncem stanovení nových priorit: Vzhledem k tomu, že vlivem automatizace již nelze dosáhnout úplné zaměstnanosti, národní řešení jsou nerealizovatelná a „neoliberální medicína“ neúčinkuje, budou státy nuceny garantovat základní příjem a umožnit tak ve větší míře občansko-společenskou práci. Takovéto řešení bude ovšem uskutečnitelné jen tehdy, podaří-li se na evropské nebo – v optimálním případě – na různých nadnárodních úrovních prosadit jednotné hospodářské a sociální standardy. Jen tehdy bude možné, aby jako protipól nadnárodních koncernů byly vytvořeny nadnárodní státy, jež by kontrolovaly jejich činnost a omezovaly jejich moc.
Svět se stal společností rizika (Weltrisikogesellschaft). Jedním z aspektů, které tento proces pomáhají ozřejmit, je kosmopolitní vědomí společného ohrožení terorismem. Beck je přesvědčen, že bez vybudování mezinárodních právních a soudních instancí nelze v budoucnu dospět k mírovému řešení nadnárodních konfliktů. Nazývá to právním pacifismem (Rechtspazifismus).

## Kritika
Ulrich Beck čelí kritickým námitkám z různých směrů. Obecně mu je vytýkáno, že:[zdroj?]
- jeho popis společenských poměrů a společenského vývoje nepřináší nic nového, pouze zavádí nové termíny pro známé fenomény,
- přestože obsahuje řadu výstižných pozorování, je jeho dílo spíše výrazem – zčásti módních, zčásti osobních – předsudků,
- předkládá spíše politickou filosofii než solidní, empiricky fundovanou sociologii.

### K individualizaci
Beck zkoumá to, co zprvu nazývá individualizací pracovního trhu (Arbeitsmarktindividualisierung) a později pod pojmem individualizace (Individualisierung) zevšeobecňuje na celou společnost. To však zachycuje pouze povrchní jev: oslabování nebo odstranění stabilních souvislostí mezi chováním jedince a sociálními prvky, jako jsou třeba přináležitost ke společenské vrstvě či prostředí. Individualizace označuje, jak je to obvyklé v průzkumu trhu nebo ve výzkumech veřejného mínění, jen nápadné statistické shody ve výskytu určitých kombinací symptomů. Významnější fenomény individuace resp. zvláštností způsobu života naproti tomu tímto pojmem nejsou tematizovány. Na tuto kritiku Beck odpovídá (1979):
„Spor o myšlenku individualizace je stejně starý jako tato myšlenka sama. Řekněme si hned na začátku: neočekávejme, že bude touto knihou uzavřen. K tomu je tato myšlenka, jak kritici správně poznamenávají, příliš proměnlivá. V diskusi nalezneme téměř stejný počet výkladů, kolik je souhlasných a nesouhlasných hlasů. Na druhé straně jsem opravdu přesvědčen, že tato teze – a zejména rozmanité pokusy produktivně z ní těžit – je pro německou sociologii velmi inspirativní a ponese i v budoucnu plody.“
– Ulrich Beck/Peter Sopp
Kritikové tuto Beckovu repliku hodnotí jako nezávaznou povrchní odpověď podle zásady „aby se vlk nažral a koza zůstala celá“. Podle nich je nedostatkem to, že jak nejednoznačnost teze individualizace, tak i množství jejích interpretací, nepoukazují k platnosti výchozí teze, ale spíše jen názorně předvádějí základní problematiku. Navíc mnoho let trvající široká diskuse o této nejasně definované myšlenky brání rozvoji realistické sociologie současnosti.[zdroj?]

### K modernizaci
Teze reflexivní modernizace (reflexive Modernisierung) jen okrajově bere zřetel na národní socialismus první poloviny 20. století. Beck to pojmenovává lapidárně jako „přelom moderny“ resp. jako „antimodernu v moderně“.

### K politice zaměstnanosti a základnímu příjmu
Beck před časem překvapivě začal otevřeně obhajovat návrh na zavedení základního příjmu (Grundeinkommensvorschlag), přestože předtím po léta zastával opačný názor. Na přelomu let 1996/1997 spolupracoval na zprávě Bavorsko-saské komise budoucnosti (Kurt Biedenkopf a Meinhard Miegel) a pokusil se formulovat koncept občanské práce a obecně prospěšného podnikání pro ty, kdo nemohou najít zaměstnání. Vycházel přitom z předpokladu, že v budoucnu práce pro všechny už nebude dostupná. Občanské práce (Bürgerarbeit) mají k obecnému prospěchu vykonávat ti, kdo nemohou nalézt výdělečnou činnost. Beck se zde přidržuje principů pracovní etiky výdělečné práce (Erwerbsarbeit) jakožto normálního stavu přesto, že současně plnou zaměstnanost považuje za nepravděpodobnou.
Kritikové namítali, že tato koncepce, podle níž by stát občanskou práci uznával a finančně odměňoval, by vedla k obrovské byrokratizaci a ke komercionalizaci dobrovolných aktivit. Někteří mu dokonce předhazovali, že občanská práce představuje horrorový technokratický scénář moderní donucovací pracovny, protože nezaměstnaní by tak byli úředně postaveni pod kuratelu pracovní etiky a nuceni přijmout státem kontrolovanou občanskou práci jako dodatečný zdroj příjmů.
V posledních letech uzavřel Ulrich Beck intelektuální spojenectví s Anthony Giddensem, jež se vyvíjelo souběžně s politikou rudo-zelené koalice Gerharda Schrödera (Agenda 2010) a reformami trhu práce Tonyho Blaira. Oba se přitom ovšem upsali koncepcím, jež jsou duchu základního příjmu zcela protichůdné: modelu "workfare" resp. technokratickému „aktivizujícímu sociálnímu státu“. Ti z makroekonomů v anglosaské oblasti, kteří se odvolávají na neokeynesiánské principy, Becka kritizují za jeho tvrzení, že účinná státní politika zaměstnanosti už dnes není možná.

### K rizikové společnosti
Myšlenka, že svět se stal rizikovou společností implikuje, že globální síť má charakter společnosti. Tento názor není obecně sdílen. Sociologie katastrof (Katastrophensoziologie) je v opozici k Beckově tezi, že rizika, o nichž mluví, působí vyvažujícím způsobem.